# Nobody's Fool (película de 1994)
Nobody's Fool  (traducida como Las cosas de la vida o Ni un pelo de tonto) es una película de comedia dramática estadounidense dirigida por Robert Benton y protagonizada por Paul Newman y Jessica Tandy. Basada en la novela homónima del escritor Richard Russo, su estreno oficial fue el 23 de diciembre de 1994.

## Argumento
Donald Sullivan (Paul Newman) es un trabajador que se niega a responsabilizarse de su familia cuando su afán por creer que aún es joven y rebelde es más fuerte.

## Reparto
- Paul Newman - Donald "Sully" Sullivan
- Jessica Tandy - Beryl Peoples
- Bruce Willis - Carl Roebuck
- Melanie Griffith - Toby Roebuck
- Dylan Walsh - Peter Sullivan
- Pruitt Taylor Vince - Rub Squeers
- Gene Saks - Wirf Wirfley
- Josef Sommer - Clive Peoples Jr.
- Philip Seymour Hoffman - Oficial Raymer
- Philip Bosco - Juez Flatt
- Catherine Dent - Charlotte Sullivan

## Crítica
La película posee un 90% de aprobación en el sitio Rotten Tomatoes. Paul Newman ganó el Oso de Berlín al mejor actor y fue nominado a los Premios Óscar y Globo de Oro en la misma categoría.